# Iglesia de San Nicolás (La Valeta)
La Iglesia de San Nicolás (en maltés: Il-Knisja ta' San Nikola, en griego: Εκκλησία του Αγίου Νικολάου, en serbio: Црква Светог Николе), también conocida como la Iglesia de Todas las Almas (en maltés: Il-Knisja tal-Erwieħ), es una iglesia católica griega en La Valeta, Malta, dedicada a San Nicolás. Originalmente construida como iglesia ortodoxa griega en 1569, fue concedida a la Cofradía de las Almas del Purgatorio en 1639, que reconstruyó la iglesia en estilo barroco en 1652. Se devolvió a la congregación católica griega en 2014, sin embargo, la iglesia se usa desde el Patriarcado Ecuménico de Constantinopla.

## Historia
Se construyó originalmente en 1569 como iglesia parroquial de rito bizantino para la Iglesia ortodoxa griega. La Iglesia Católica Griega nació después de la Unión de Brest en 1595-1596. En 1639, el párroco Papas Giovanni Metaxi decidió separarse de la iglesia ortodoxa y unirse a la iglesia católica griega, y concedió la iglesia a la Cofradía de las Almas del Purgatorio.
Fue completamente reconstruido según los diseños del arquitecto barroco Francesco Buonamici en 1652. Las relaciones entre la parroquia y la Cofradía están reguladas por un concordato firmado el 17 de septiembre de 1766.

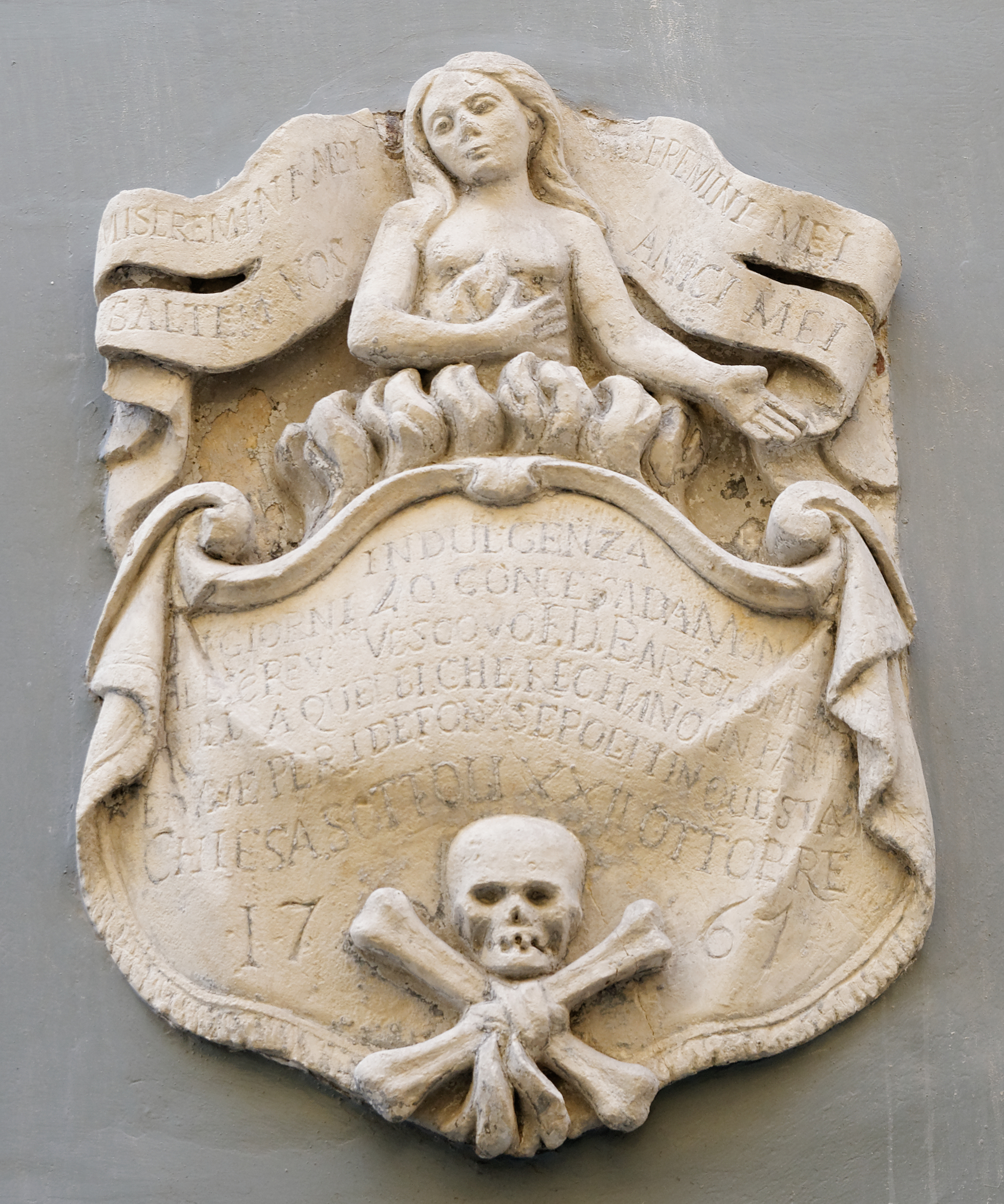
Relieve del sobre una indulgencia de 40 días fuera de la iglesia

Sufrió mucho debido a los bombardeos aéreos durante la Segunda Guerra Mundial. Fue reparado en 1951 y los trabajos de reparación incluyeron una reconstrucción completa de la fachada.
Volvió a pasar formalmente a manos de la congregación católica griega local en 2014. Hoy en día, es utilizado por la Iglesia católica, aunque la autoridad recae bajo el jerarca católico griego Archimandrite Fr. George Mifsud Montanaro. La liturgia católica griega (rito bizantino) se celebra todos los días en la cercana Iglesia de Nuestra Señora de Damasco. También se utiliza para los servicios divinos del domingo por la iglesia ortodoxa serbia.[cita requerida]
Hoy en día es un monumento nacional de Grado 1, y también figura en el Inventario Nacional de Bienes Culturales de las Islas Maltesas.

## Arquitectura

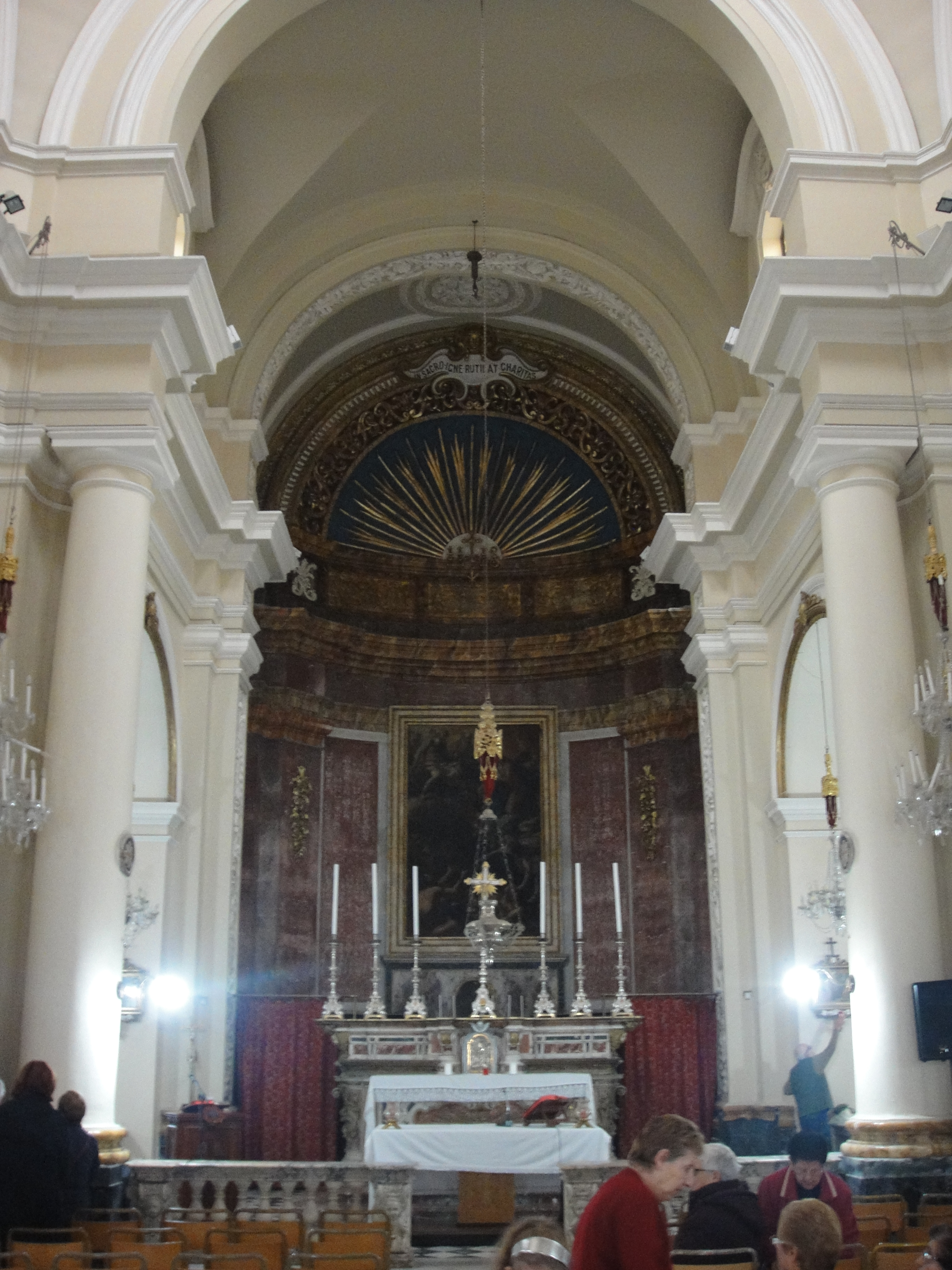
interior de la iglesia

Está construida en estilo barroco. Su fachada se divide en tres crujías a ras de suelo, con una única crujía central en la parte superior. La iglesia tiene planta de cruz griega, con una cúpula central sobre el crucero sostenida por cuatro columnas exentas. Tiene un coro en el ábside, que está flanqueado por una pequeña sacristía. Tiene un solo campanario que se encuentra en la parte trasera del edificio.